# سند ماگینتسکی
سنای آمریکا روز پنج شنبه ۶ دسامبر ۲۰۱۲ لایحه قانونی در زمینه مبادلات تجاری با روسیه، موسوم به «قانون ماگینسکی» را تصویب کرد که اعمال تحریم‌های روادیدی علیه برخی مقامات روسیه که به عقیده آنها ناقض حقوق بشر هستند را در نظر گرفته است.
مقامات روسیه بشدت نسبت به این اقدام قانونگذاران آمریکایی واکنش نشان دادند.
وزارت خارجه روسیه نیز فهرستی مشابه لیست تهیه شده از سوی وزارت امور خارجه آمریکا را تهیه کرده است. دراین فهرست اسامی شهروندان و مقامات آمریکایی قرار دارد که به عقیده روسیه متهم به نقض حقوق بشر بوده و در آینده دیگر اجازه ورود به خاک فدراسیون روسیه را نخواهند داشت.